# It Comes at Night
It Comes at Night is een Amerikaanse psychologische horrorfilm uit 2017, geschreven en geregisseerd door Trey Edward Shults.

## Verhaal
Een dodelijk virus decimeert de hele mensheid. De enige manier om te overleven is door jezelf te isoleren van de geïnfecteerden. Om zijn vrouw Sarah en tienerzoon Travis te redden, verstopt Paul zich met zijn dierbaren in een hut midden in het bos. De deuren en ramen van het huisje zijn zorgvuldig beveiligd, maar op een nacht breekt Will het huis binnen en vecht, net als Paul, voor het voortbestaan van zijn gezin.

## Rolverdeling
| Acteur              | Personage |
| ------------------- | --------- |
| Joel Edgerton       | Paul      |
| Christopher Abbott  | Will      |
| Carmen Ejogo        | Sarah     |
| Riley Keough        | Kim       |
| Kelvin Harrison jr. | Travis    |

## Release
De film ging in première op 29 april 2017 op het Overlook Film Festival in Timberline Lodge in Oregon en werd op 9 juni 2017 in de bioscoop uitgebracht in de Verenigde Staten door A24.

## Ontvangst
Op Rotten Tomatoes heeft It Comes at Night een waarde van 88% en een gemiddelde score van 7,40/10, gebaseerd op 258 recensies. Op Metacritic heeft de film een gemiddelde score van 78/100, gebaseerd op 43 recensies.

## Prijzen en nominaties
De belangrijkste:
| Jaar | Prijs                 | Categorie      | Genomineerde(n) | Uitslag     |
| ---- | --------------------- | -------------- | --------------- | ----------- |
| 2018 | Black Reel Awards     | Beste actrice  | Carmen Ejogo    | Genomineerd |
| 2018 | Golden Trailer Awards | Beste thriller | Beste thriller  | Genomineerd |